# Lisa Boyle
Lisa Doreen Boyle (ur. 6 sierpnia 1964 w Chicago) – amerykańska aktorka, modelka i zawodowa fotografka. Występuje także pod pseudonimem artystycznym Cassandra Leigh.

## Życiorys

### Wczesne lata
Urodziła się w Chicago w Illinois w rodzinie pochodzenia litewskiego, polskiego i irlandzkiego. Jako dziecko zainteresowała się gimnastyką, tańcem i śpiewem. W  szkole średniej dostała możliwość wzięcia udziału w sesjach zdjęciowych i zarobiła swoje pierwsze pieniądze jako modelka. W 1986 ukończyła Charles P. Steinmetz High School w Chicago (alma mater Hugh Hefnera). Następnie razem z przyjacielem udała się do Kailua, gdzie pracowała jako kelnerka. Po upływie kilku miesięcy wróciła do Chicago, w końcu zaś zamieszkała w Los Angeles razem z przyjacielem i otrzymała stanowisko w Hard Rock Cafe.

### Kariera
Zadebiutowała w roli aktorskiej w muzycznej komedii romantycznej science fiction Juliana Temple’a Ziemskie dziewczyny są łatwe (1989) z Geeną Davis i Jeffem Goldblumem. Powróciła na ekran w dreszczowcu sensacyjnym Nocny świadek (Midnight Witness, 1993) u boku Maxwella Caulfielda. W dreszczowcu erotycznym Midnight Tease (1994) zagrała główną rolę jako Samantha. Wystąpiła potem w filmach takich jak Zachować pozory (Concealed Weapon, 1994), Ostatnia podróż (Terminal Voyage, 1994) z Emmą Samms, Bad Boys (1995), Caged Heat 3000 (1995), Showgirls (1995), Alien Terminator (1995), Najlepszy przyjaciel (Friend of the Family, 1995) z Shauną O’Brien, Lubię tę grę (I Like to Play Games, 1995), Gruby i chudszy (1996), Dzikie serca (Criminal Hearts, 1995) z Morgan Fairchild, Zagubiona autostrada (1997) i Bez twarzy (1997), a także w teledysku zespołu Aerosmith do utworu „Falling in Love (Is Hard on the Knees)” (1997) i wideoklipie Warrena G do piosenki „I Shot the Sheriff” (1999). 
Od 1995 do 2000 pojawiła się w ponad 15 edycjach magazynu „Playboy”. Pozowała również dla „Celebrity Skin”, „L’Équipe”, „Access” i „Loaded”. W 1999 była modelką promocyjną dla firmy Eidos Interactive podczas wystawy Electronic Entertainment Expo (E3).
W 2005 była fotografką w programie telewizyjnym Chasing Farrah udziałem Farrah Fawcett.

## Filmografia

### Filmy
- 1988: Ziemskie dziewczyny są łatwe (Earth Girls Are Easy) jako tancerka
- 1993: Road to Revenge jako Alex
- 1993: Midnight Witness jako Heidi
- 1994: On the Edge jako Janine
- 1994: Midnight Tease jako Samantha
- 1994: Ostatnia podróż (Terminal Voyage) jako zasłonięta kobieta
- 1994: Zachować pozory (Concealed Weapon) jako polska emigrantka
- 1995: Dzikie serca (Criminal Hearts) jako Claire
- 1995: Caged Heat 3000 jako Kira
- 1995: Alien Terminator jako Rachel
- 1995: Pamiętnik Czerwonego Pantofelka (Red Shoe Diaries 5: Weekend Pass) jako tancerka (segment „Double or Nothing”)
- 1995: Guns and Lipstick jako tancerka
- 1995: Showgirls jako Sonny
- 1995: Lubię tę grę (I Like to Play Games) jako Suzanne
- 1995: Bad Boys jako dziewczyna wabik
- 1995: Najlepszy przyjaciel (Friend of the Family) jako Montana Stillman
- 1996: Kiedy kule łamią kości (When the Bullet Hits the Bone) jako dziewczyna z pustyni
- 1996: Mistrz snów (Dreammaster: The Erotic Invader) jako September
- 1996: Gruby i chudszy (The Nutty Professor) jako seksowna dziewczyna
- 1996: Daytona Beach (TV) jako Nikki Sanders
- 1997: Time Hunters jako Una
- 1997: The Night That Never Happened jako Roxy
- 1997: Zagubiona autostrada (Lost Highway) jako Marian
- 1997: Intimate Deception jako Tina
- 1997: Bez twarzy (Face/Off) jako Cindee
- 1997: Leaving Scars jako Diane Carlson
- 1998: Sheer Passion jako Terri
- 1999: Ostatni szeryf (The Last Marshal) jako Sunny
- 1999: Diabeł w czarnym stroju (Let the Devil Wear Black) jako Bobo
- 2000: Numer stulecia (Lucky Numbers)
- 2001: Pray for Power jako Heather Leighton
- 2011: Saybrook: The Tully Girls jako dorosła Betsy Tully
- 2016: Smoke Gets in Your Eyes (film krótkometrażowy) jako oszczędna pani

### Seriale
- 1992–1994: Pamiętnik Czerwonego Pantofelka (Red Shoe Diaries) jako tancerka
- 1993: Świat według Bundych (Married... with Children) jako Bubbles Double Dee
- 1993–1996: Świat według Bundych (Married... with Children) jako Fawn
- 1994: Love Street jako Elizabeth
- 1994: Życie jak sen (Dream On) jako Lisa
- 1994–1999: Słoneczny patrol (Baywatch) jako Debra Sinclair
- 1995: High Tide
- 1995–1996: Silk Stalkings jako Mandy Harrison
- 1996: Nocny patrol (Baywatch Nights) jako Saundra
- 1996: Erotic Confessions jako Ursula
- 1997: Ochrona absolutna (Total Security jako Brittany
- 1998: Brooklyn South jako pierwsza kobieta
- 1998: Buddy Faro
- 1999: Kolorowy dom (The Hughleys) jako Cinnamon
- 1999: Dobro kontra zło (G vs E) jako Gigi Peaks
- 1999: The Phantom Eye jako panna młoda
- 1999: Shasta McNasty jako kelnerka
- 2001: Black Scorpion jako Medusa